# Mirosław Rypel
Mirosław Rypel (24 novembre 1967) è un ex giocatore di calcio a 5 polacco.

## Carriera
Utilizzato nel ruolo di giocatore di movimento, come massimo riconoscimento in carriera ha la partecipazione con la Nazionale di calcio a 5 della Polonia al FIFA Futsal World Championship 1992 dove i polacchi sono giunti alla seconda fase, eliminati nel girone comprendente Spagna, Belgio e Iran.